# Kreis Celldömölk
Der Kreis Celldömölk (ungarisch Celldömölki járás) ist ein Kreis im Osten des westungarischen Komitats Vas. Er grenzt im Westen an den Kreis Sárvár und im Süden an den Kreis Sümeg. Im Norden bilden der Kreis Kapuvár (Komitat Győr-Moson-Sopron) und im Osten die Kreise Pápa und Devecser (Komitat Veszprém) die Grenze.

## Geschichte
Der Kreis existierte bereits zwischen 1903 und 1978. Anfangs trug der Kreis den Namen der Stadt Kiscell (ungarisch Kiscelli járás), ehe diese 1907 mit Nemesdömölk zur Stadt Celldömölk fusionierte. Das im Dezember 2003 geschaffene Kleingebiet Celldömölk (ungarisch Celldömölk kistérség) wurde Ende 2012 aufgelöst und am 1. Januar 2013 komplett in den Kreis Celldömölk überführt.

## Gemeindeübersicht
Der Kreis Celldömölk hat eine durchschnittliche Gemeindegröße von 860 Einwohnern auf einer Fläche von 16,93 Quadratkilometern. Die Bevölkerungsdichte liegt unter dem Komitatswert. Der Kreissitz befindet sich in der größten Stadt, Celldömölk, im Zentrum des Kreises gelegen.
| 28 Gemeinden       | Status   | Herkunft Kleingebiet | Einwohnerzahl | Einwohnerzahl | Einwohnerzahl | Fläche (km²) | Bevölkerungs- dichte (Ew./km²) |
| 28 Gemeinden       | Status   | Herkunft Kleingebiet | 01.10.2011    | 01.01.2013    | 01.01.2016    | 01.01.2016   | Bevölkerungs- dichte (Ew./km²) |
| ------------------ | -------- | -------------------- | ------------- | ------------- | ------------- | ------------ | ------------------------------ |
| Boba               | Gemeinde | Celldömölk           | 831           | 826           | 823           | 10,95        | 75,2                           |
| Borgáta            | Gemeinde | Celldömölk           | 114           | 134           | 171           | 6,21         | 27,5                           |
| Celldömölk         | Stadt    | Celldömölk           | 11.113        | 11.156        | 10.827        | 52,39        | 206,7                          |
| Csönge             | Gemeinde | Celldömölk           | 381           | 382           | 377           | 25,27        | 14,9                           |
| Duka               | Gemeinde | Celldömölk           | 223           | 219           | 208           | 15,24        | 13,6                           |
| Egyházashetye      | Gemeinde | Celldömölk           | 307           | 326           | 322           | 13,20        | 24,4                           |
| Jánosháza 1        | Stadt    | Celldömölk           | 2.529         | 2.553         | 2.461         | 23,41        | 105,1                          |
| Karakó             | Gemeinde | Celldömölk           | 187           | 188           | 180           | 10,35        | 17,4                           |
| Keléd              | Gemeinde | Celldömölk           | 70            | 82            | 88            | 8,72         | 10,1                           |
| Kemeneskápolna     | Gemeinde | Celldömölk           | 88            | 95            | 92            | 4,97         | 18,5                           |
| Kemenesmagasi      | Gemeinde | Celldömölk           | 834           | 826           | 806           | 33,19        | 24,3                           |
| Kemenesmihályfa    | Gemeinde | Celldömölk           | 486           | 492           | 499           | 17,81        | 28,0                           |
| Kemenespálfa       | Gemeinde | Celldömölk           | 399           | 396           | 374           | 13,72        | 27,3                           |
| Kemenessömjén      | Gemeinde | Celldömölk           | 589           | 606           | 578           | 16,05        | 36,0                           |
| Kemenesszentmárton | Gemeinde | Celldömölk           | 192           | 200           | 185           | 4,29         | 43,1                           |
| Kenyeri            | Gemeinde | Celldömölk           | 873           | 898           | 842           | 33,96        | 24,8                           |
| Kissomlyó          | Gemeinde | Celldömölk           | 209           | 219           | 216           | 8,58         | 25,2                           |
| Köcsk              | Gemeinde | Celldömölk           | 262           | 259           | 224           | 12,58        | 17,8                           |
| Mersevát           | Gemeinde | Celldömölk           | 602           | 598           | 576           | 10,54        | 54,6                           |
| Mesteri            | Gemeinde | Celldömölk           | 256           | 264           | 272           | 11,69        | 23,3                           |
| Nagysimonyi        | Gemeinde | Celldömölk           | 1.001         | 998           | 972           | 15,67        | 62,0                           |
| Nemeskeresztúr     | Gemeinde | Celldömölk           | 274           | 286           | 277           | 12,17        | 22,8                           |
| Nemeskocs          | Gemeinde | Celldömölk           | 298           | 300           | 297           | 7,93         | 37,5                           |
| Ostffyasszonyfa    | Gemeinde | Celldömölk           | 807           | 797           | 762           | 34,31        | 22,2                           |
| Pápoc              | Gemeinde | Celldömölk           | 290           | 276           | 271           | 31,32        | 8,7                            |
| Szergény           | Gemeinde | Celldömölk           | 310           | 325           | 298           | 15,61        | 19,1                           |
| Tokorcs            | Gemeinde | Celldömölk           | 343           | 347           | 359           | 6,40         | 56,1                           |
| Vönöck             | Gemeinde | Celldömölk           | 762           | 739           | 711           | 17,60        | 40,4                           |
| Kreis Celldömölk   |          |                      | 24.630        | 24.787        | 24.068        | 474,13       | 50,8                           |

1 Die Großgemeinde Jánosháza erhielt im Juli 2013 das Stadtrecht